# Amsterdam G’s
Die Amsterdam G’s waren ein niederländischer Eishockeyclub aus Amsterdam, der 2011 gegründet wurde und bis 2013 in der Eredivisie spielte. Seine Heimspiele trug der Club in der Jaap Edenhal aus, die über 1.200 Sitzplätze verfügt.

## Geschichte
Die Amsterdam G’s wurden 2011 unter dem Namen Amsterdam Capitals als Nachfolgeverein des Proficlubs Amstel Tijgers gegründet und nahmen den Spielbetrieb in der Eredivisie und dem North Sea Cup auf.
Im Sommer 2012 stand der neue Klub aufgrund finanzieller Probleme kurz vor der Auflösung, ehe mit einer Spendenkampagne und einem neuen Hauptsponsor der Spielbetrieb für die Saison 2012/13 gesichert werden konnte. Der neue Hauptsponsor, ein Energiegetränkehersteller, wurde mit dessen Produkt Gangster als Abkürzung in den Vereinsnamen aufgenommen. Nach Saisonende 2013 zog sich die Mannschaft, die den letzten Platz in der Ehrendivision belegt hatte, aus dem Profibereich zurück.